# Eukiefferiella ilkleyensis
Eukiefferiella ilkleyensis är en tvåvingeart som först beskrevs av Edwards 1929.  Eukiefferiella ilkleyensis ingår i släktet Eukiefferiella och familjen fjädermyggor. Inga underarter finns listade i Catalogue of Life.